# Коли сул Велино
Коли сул Велино (итал. Colli sul Velino) је насеље у Италији у округу Ријети, региону Лацио.
Према процени из 2011. у насељу је живело 524 становника. Насеље се налази на надморској висини од 460 м.

## Становништво
| 1936. | 1951. | 1961. | 1971. | 1981. | 1991. | 2001. | 2011. |
| ----- | ----- | ----- | ----- | ----- | ----- | ----- | ----- |
| 913   | 941   | 683   | 424   | 451   | 462   | 516   | 524   |